# Suleiman do Brunei
Sultan Sulaiman ibn 'Ali ibn 'Ajlan (árabe: الـسـلـطـان سـلـيـمـان ابـن عـلي ابـن عـجـلان) foi o quarto sultão de Brunei de acordo com Silsilah Raja-Raja Berunai. Ele sucedeu seu pai em 1432 e governou até sua abdicação em 1485, para permitir que seu filho Bolkiah se tornasse sultão. Durante seu reinado, ele continuou os legados de seu pai no fortalecimento da disseminação do Islã e na construção de Kota Batu. Ele também era conhecido como Raja Tua. De acordo com a tradição oral, dizia-se que o sultão viveu mais de 100 anos. No Boxer Codex, ele era conhecido como Solimán pelos espanhóis.
O sultão Sulaiman morreu em 1501. Sua lápide está localizada em Jalan Subok, Brunei. A inscrição da lápide do sultão Sulaiman menciona o nome do sultão e a data de sua morte. 

## Referência
1. ↑  Matzin, Rohani; Jawawi, Rosmawijah; Jaidin, Jainatul Halida; Mundia, Lawrence (18 de junho de 2015). «Help-Seeking Behaviours of Brunei Lower Secondary School Students: Engagements with the Self, Parents, Peers and Teachers». International Education Research (2): 15–27. ISSN 2291-5273. doi:10.12735/ier.v3i2p15. Consultado em 17 de agosto de 2022
2. ↑  Mohd. Jamil Al-Sufri, Pehin Orang Kaya Amar Diraja Dato Seri Utama Haji Awang (2000). Tarsilah Brunei : the early history of Brunei up to 1432 AD. Mohd. Amin Hassan, Belia dan Sukan Brunei. Kementerian Kebudayaan English ed ed. Brunei Darussalam: Brunei History Centre, Ministry of Culture, Youth and Sports. OCLC 61282373